# Língua ngangikurrunggurr
Ngan’gikurunggurr é uma língua aborígene falada na região do rio Dali no Território do Norte (Austrália). É normalmente referida com língua Ngan’gi (conf. Reid & McTaggart, 2008).
Os falantes são entre 150 e 200 nessa região do rio Dali, a maioria vivendo nas comunidades de Nauiyu, Peppimenarti, Wudigapildhiyerr. Há ainda alguns pequenos grupos em Nganambala e Merrepen.

## Outros nomes
Ngan’gi é chamada de Ngan'gityemerri por seus falantes, sendo falada em duas variantes de nomes diversos, Ngan’gikurunggurr e Ngen’giwumirri mutualmente inteligíveis.
Há muitos outros nomes para essa língua, tais como, Nangikurrunggurr, Ngankikurungkurr, Ngenkikurrunggur, Ngangikarangurr, Ngankikurrunkurr, Nangikurunggurr, Nanggikorongo, Nangikurungguru, Nangikurungurr, Nangikurunurr, Nangityemer, Ngan’gikurunggurr, Ngangikurongor, Ngangikurrunggurr, Ngangikurrungur, Ngan'gikurunggurr, Ngangikurunggurr, Tyemeri, Moil, Moiil, Moyl, Moyle, Ngangi-Wumeri, Ngenkiwumerri, Nangumiri, Nangiomeri, Nangimera, Mariwumiri, Mariwunini, Murin-wumiri, Nanggiomeri, Nanggiwumiri, Nanggumiri, Nangimeri, Nangiomera, Nangi-wumiri, Ngan'giwumirri, Ngengewumiri, Ngen'giwumirri, Ngengomeri, Ngen-gomeri, Wumiri;
Alguns dos grupos nativos vizinhos a denominam ainda por outros nomes: Marityemeri, Marri Sjemirri, Murrinh Tyemerri.
Códigos da língua Ngan’gi em listas padrão: Ethologue:ISO 639: nam e MultiTree: nam (idem)

## Gramática
Ngan’gi é uma língua não-Pama-Nyungan com forte presença de marcadores de função em suas palavras. Apresenta somente 31 verbos finitos com uma grande quantidade de “co-verbos” e muitas palavras com origem em verbos, tudo isso para fazer as funções de sujeito, objeto e outras em sentenças como aquelas dos idiomas ocidentais mais conhecidos.
Ngan’gi tem também um rico conjunto de dezesseis classes de substantivos que incluem tanto prefixos juntados a substantivos, como palavras isoladas, para marcar concordâncias ao modificar as palavras. Duas dessas classes são para caninos e para armas de caça. As características gramáticas do Ngan’gi foram descritas por Reid, Hoddinott & Kofod, Tryon.

## Fonologia
Ngan’g tem características fonéticas bem diversas das demais línguas da Austrália, como contrastes em três vias de obstrução – são duas series oclusivas e também fricativas fonêmicas.

## Classificação
OP primeiro estudo mais significativo do Ngan’gi foi feito por Tryon em  1974, o qual levou a uma longa mas pouco profunda discussão acerca da Ngan’gi ser ou não uma das cerca de doze da família das línguas Dali. Tryon via as formas Ngan’gikurunggurr e Ngen’giwumirri como duas línguas do sub-grupo ‘Tyemeri’ da ‘família Daly Family’.
Estudos mais recentes mudaram essa visão por dois diferentes caminhos: A ideia de Tryon sobre um família Dali geral agora parece bem discutível. Green (2003) sugeriu que, em lugar de se considerar uma família única, como na proposta de Tryon, evidenciam-se cinco sub-grupos nessa região da Austrália. Conforme tabela seguir, Green identificou os cinco sub-grupos e seus ramos. Ele considera que não se pode afirmar que esses cinco sub-grupos tenham uma mesma raiz genética e que o diagnóstico de Tryon sobre uma origem única numa “família Dali” pode ser mais devida a contatos entre grupos que fizeram com que características comuns a outras línguas do norte da Austrália apareçam nesses
Tabela: Genética dos sub-grupos na região do Rio Dali (Green & Reid, 2005)
| Sub-grupo  | Idiomas principais                                                                                              |
| Baía Anson | Batytyamalh (ou Wadyiginy) Kenderramalh (ou PunguPungu)                                                         |
| Norte Daly | MalakMalak, Tyeraty, Kuwema                                                                                     |
| Leste Daly | Matngele Kamu                                                                                                   |
| Oeste Daly | Marrithiyel, Marrisyefin, Marri Ammu Marringarr, Mati Ge Marramaninydyi Marranunggu (ou Warrgat), Emmi, Menhthe |
| Sul Daly   | Murrinh-Patha Ngan’gikurunggurr, Ngen’giwumirri, Ngen’gimerri                                                   |